# Il rinoceronte (film)
Il rinoceronte (Rhinoceros) è un film del 1974, diretto da Tom O'Horgan, con protagonisti Gene Wilder e Zero Mostel, basato sull'omonima pièce teatrale di Eugène Ionesco.

## Trama
Gli abitanti di una città americana non precisata si stanno trasformando inspiegabilmente in dei rinoceronti. Stanley, un impiegato con il vizio del bere, assiste perplesso alle bizzarre trasformazioni tenendosi a debita distanza. Ma presto le trasformazioni invadono il suo spazio personale, quando il suo vicino e migliore amico John e la sua ragazza Daisy subiscono anche loro la metamorfosi in rinoceronti. Alla fine, Stanley si rende conto di essere l'ultimo essere umano rimasto sulla Terra.

## Produzione
Nell'adattare per il grande schermo la pièce teatrale di Ionesco, furono apportate svariate modifiche al testo originale. L'ambientazione fu spostata dalla Francia agli Stati Uniti allora contemporanei, con tanto di ritratto del presidente Richard Nixon che viene comicamente venerato, e i nomi dei personaggi principali Bérenger e Jean furono ribattezzati Stanley e John. Una nuova colonna sonora fu appositamente composta da Galt MacDermot e la sequenza onirica, non presente nell'opera originaria, fu aggiunta alla storia.
A Tom O'Horgan, un regista teatrale meglio conosciuto per la sua regia a Broadway del musical Hair, fu affidata la direzione del film. Zero Mostel, che aveva recitato nella versione teatrale del dramma a Broadway nel 1961, riprese il suo ruolo dell'uomo che si trasforma in rinoceronte. Mostel creò un piccolo scompiglio durante la produzione del film perché, durante le prove, si rifiutò di distruggere gli arredi dell'appartamento del suo personaggio come da copione nella scena della sua trasformazione, adducendo come motivazione la sua avversione verso la distruzione di cose e oggetti.
Sebbene O'Horgan avesse preso in considerazione l'idea di impiegare un vero rinoceronte per drammatizzare le trasformazioni, a causa dei costi troppo elevati nessun animale si vede nel film, e la presenza dei rinoceronti viene solo suggerita attraverso ombre e rumori fuori campo.
Mostel e Wilder avevano già recitato insieme in Per favore, non toccate le vecchiette (1968).

## Accoglienza
Il rinoceronte fu accolto da critiche negative alla sua uscita nei cinema statunitensi. Jay Cocks, recensendo il film per la rivista Time, lo biasimò per la sua "volgarizzazione vivace e frenetica" del testo di Ionesco, sostenendo che O'Horgan aveva "rimosso non solo la satira politica ma anche la risonanza allegorica": «Ciò che resta è un sermone stridulo sulle virtù dell'anticonformismo».
Vincent Canby, recensore del New York Times, liquidò la pellicola definendola: «Un portavoce inaffidabile di una metafora inaffidabile così grossolanamente indirizzata da Tom O'Horgan che potresti avere l'idea che il signor O'Horgan pensasse di fare un film per un pubblico composto interamente da rinoceronti invece che da persone».